# Monte Chiesa
Il Monte Chiesa è una montagna delle Alpi alta 2061 m. situata nella parte settentrionale dell'Altopiano dei Sette Comuni, in Provincia di Vicenza.

## Descrizione
La cima si eleva di pochi metri rispetto al settore sommitale dell'altopiano dei Sette Comuni ed è raggiungibile attraverso varie vie, grazie alla fitta rete di rotabili e sentieri realizzati sulla zona durante la prima guerra mondiale.
Collocata ad una quota superiore ai 2 000 m s.l.m., la zona è priva di vegetazione fatto salvo che per la presenza del pino mugo. Il carsismo in tutta la zona è assai evidente.

## Storia
La cima è nota per gli eventi legati alla prima guerra mondiale, essa infatti si trova poco lontana dal monte Ortigara e, congiuntamente col monte Campigoletti, costituiva uno dei capisaldi più settentrionali della Winterstellung austroungarica, linea più volte attaccata dai reparti italiani durante la battaglia del monte Ortigara nel 1917.

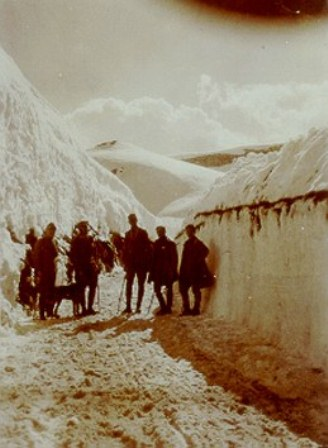
Soldati del 17º reggimento sul Monte Chiesa

Il settore del monte Chiesa era presidiato da reparti sloveni (17º reggimento di Lubiana) dislocati in particolar modo in una dolina poi ribattezzata "dolina degli sloveni". Sulla zona è possibile visitare oggi:
- il sistema difensivo imperiale, costituito dalla trincea principale in roccia (Schützengraben) con annesse postazioni e ricoveri in caverna;
- il complesso di baraccamenti della Dolina degli sloveni;
- la strada di accesso al monte (denominata Kronprinz Otto Straße);
- il sistema di mulattiere che si diramano dalla Otto straße;
- il complesso di baraccamenti localizzati lungo la Otto Straße;
- il complesso in più piani di gallerie e postazioni in caverna per artiglieria e osservazione del Thurmau Tunnel;
- il complesso di baraccamenti e ricoveri in caverna localizzati sulla sommità del monte;
- la mulattiera di collegamento tra la regione di malga Pozze e la Kaiser Karl Straße;
- i resti della stazione di transito della teleferica T38, alle pendici ovest del monte;
- il complesso di baraccamenti della Neumeyer Quelle con annessi camminamenti di collegamento;
- le postazioni imperiali in caverna del monte Cucco di Pozze;
- il complesso di baraccamenti alle pendici ovest del monte Cucco di Pozze;
- l'inghiottitoio naturale sfruttato per la raccolta idrica del Buso del Ghiaccio;
- la targa commemorativa sulla Dolina degli sloveni dedicata al monte Triglav;
- il cippo commemorativo del 17º reggimento di fanteria Ritter Von Milde "Kronprinz".

## Galleria d'immagini

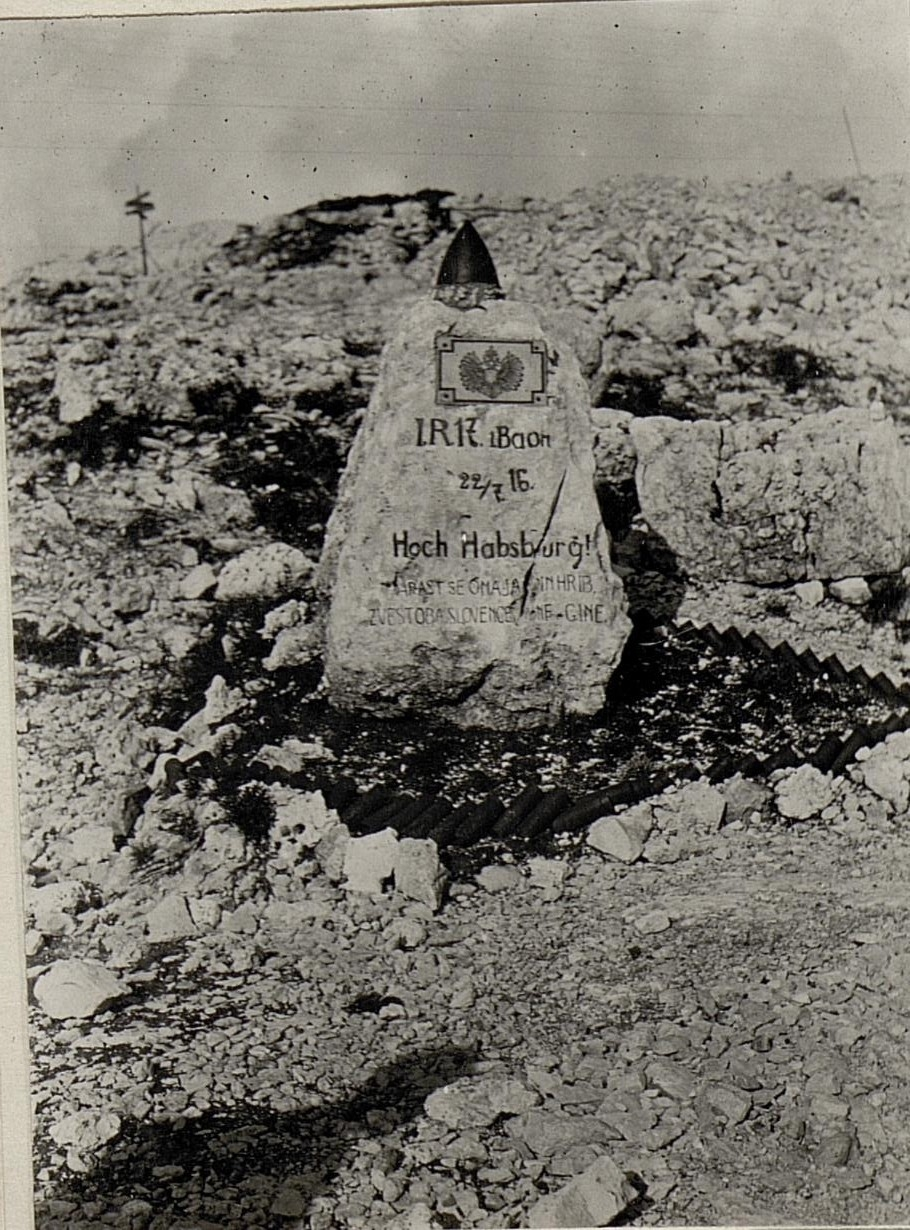
Il cippo commemorativo dell' I.R. 17
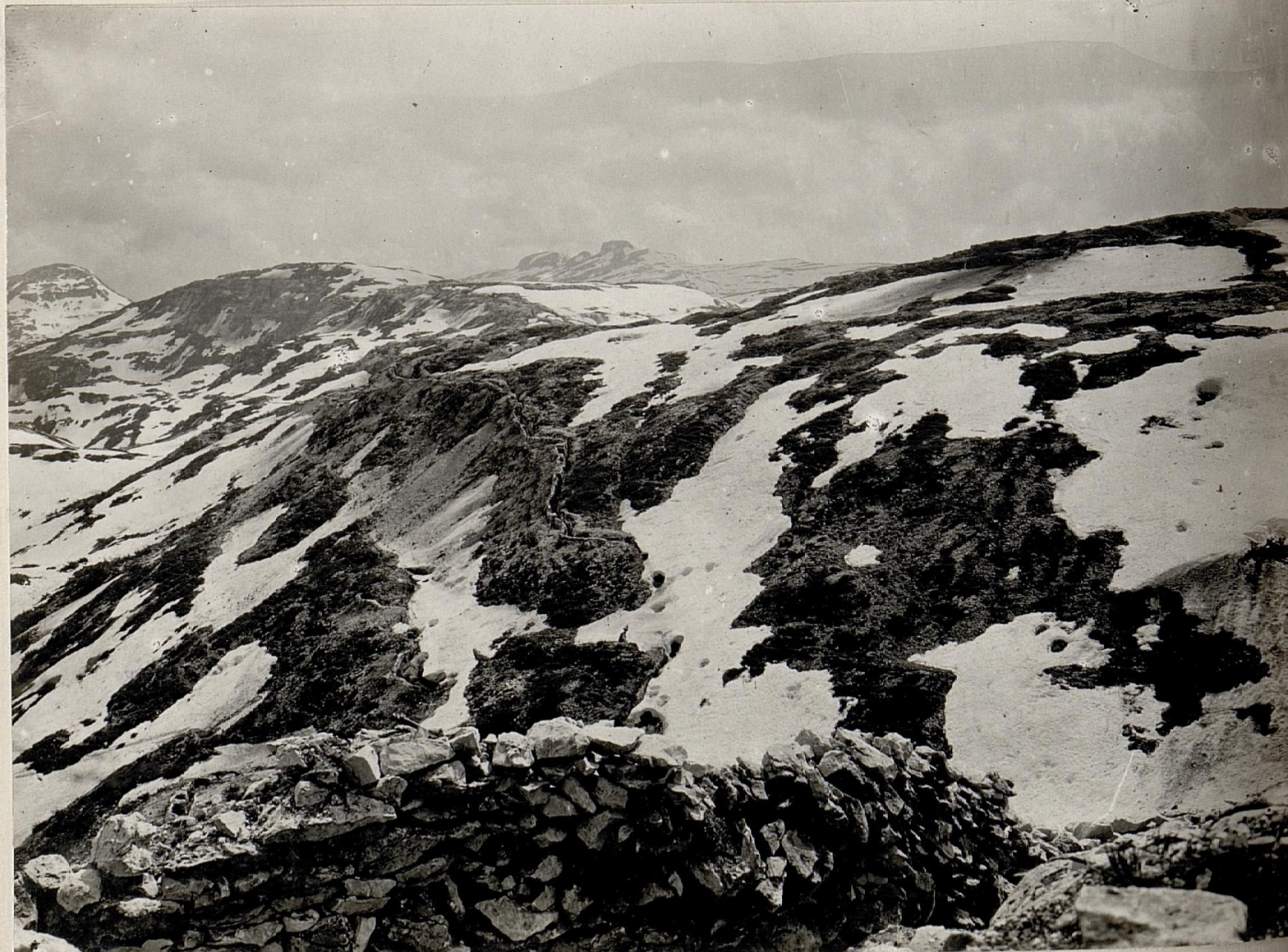
Prima linea tra Campigoletti e Chiesa
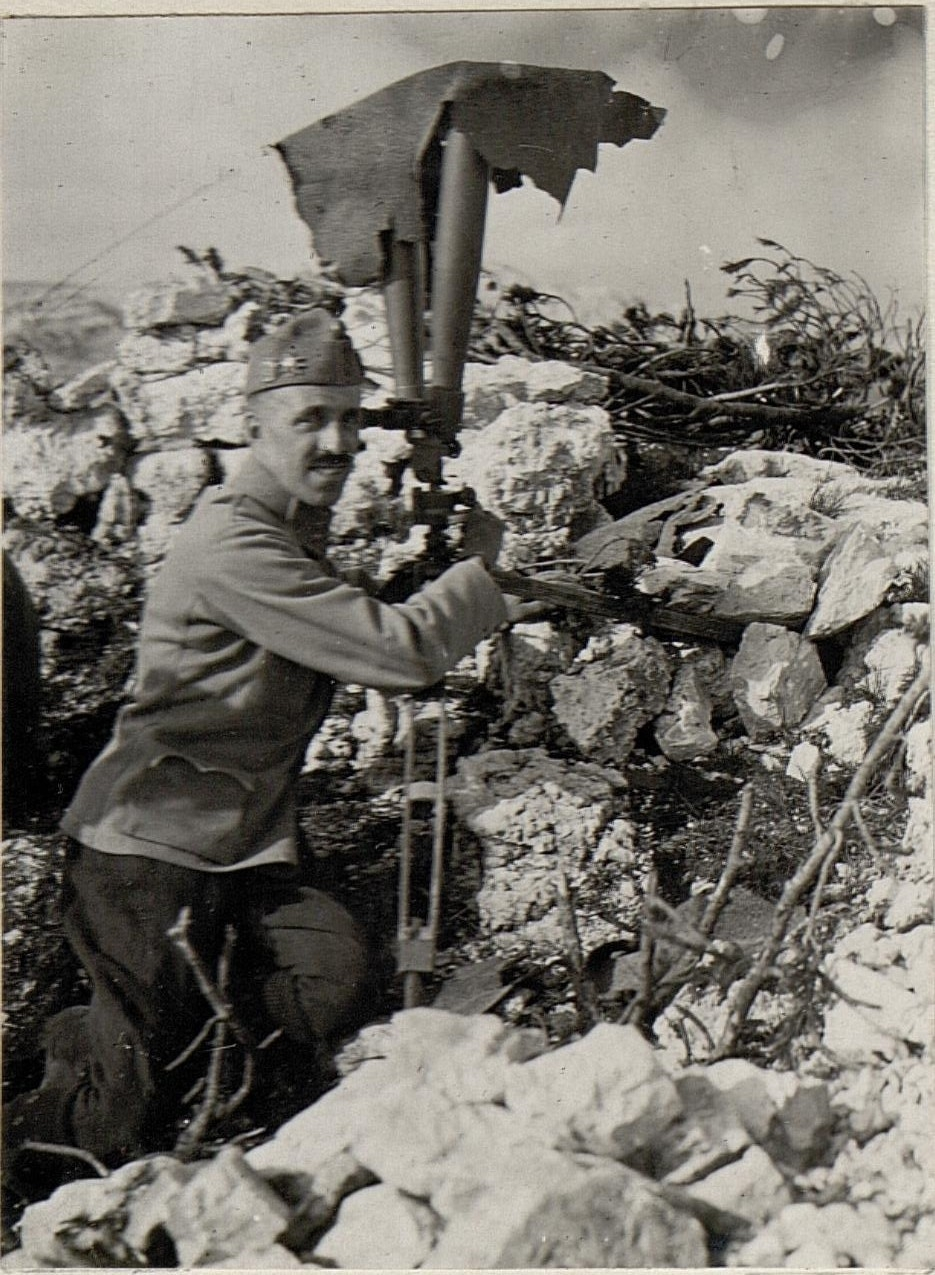
Osservatore d'artiglieria sul monte Chiesa
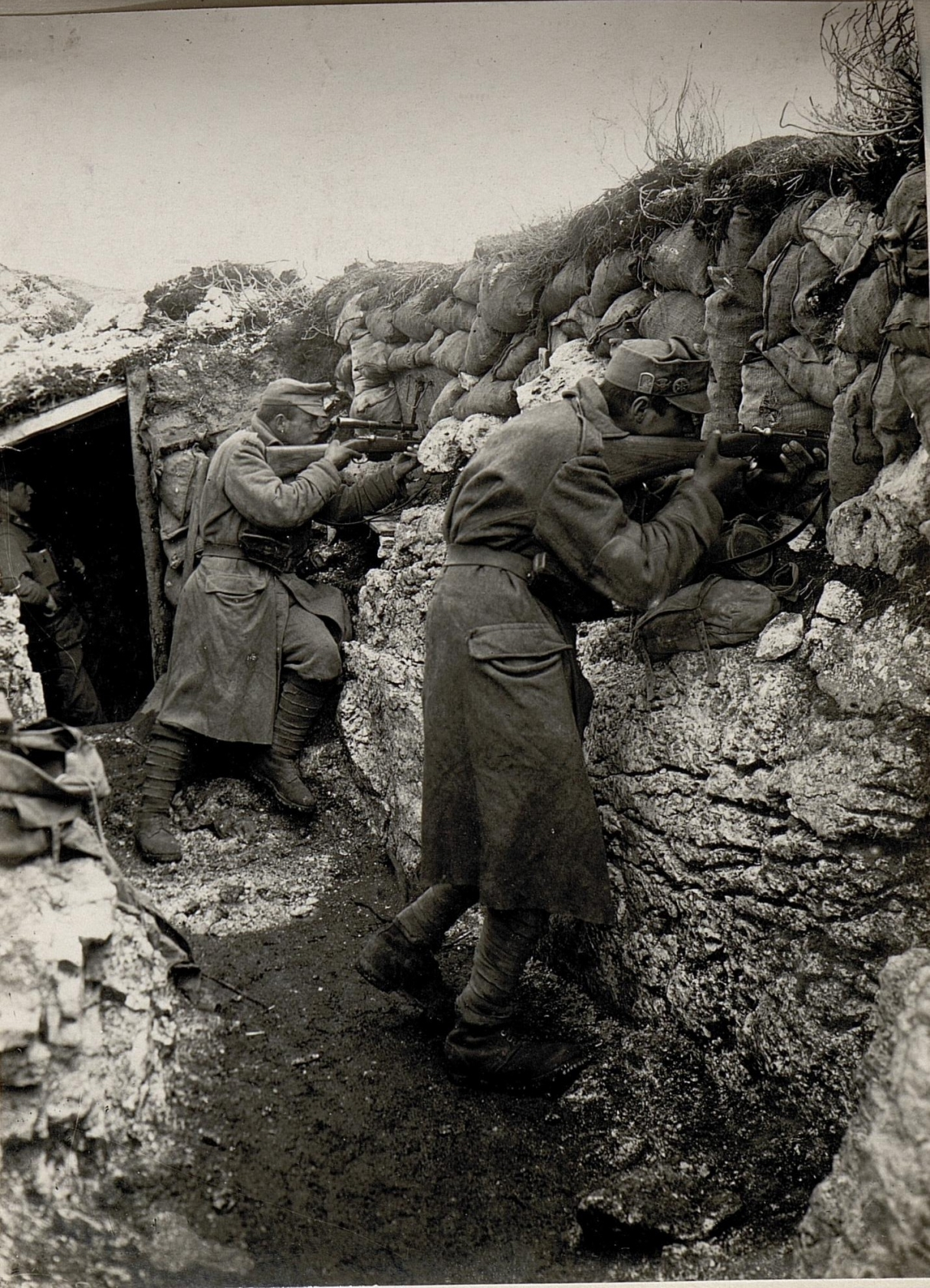
Posto d'osservazione
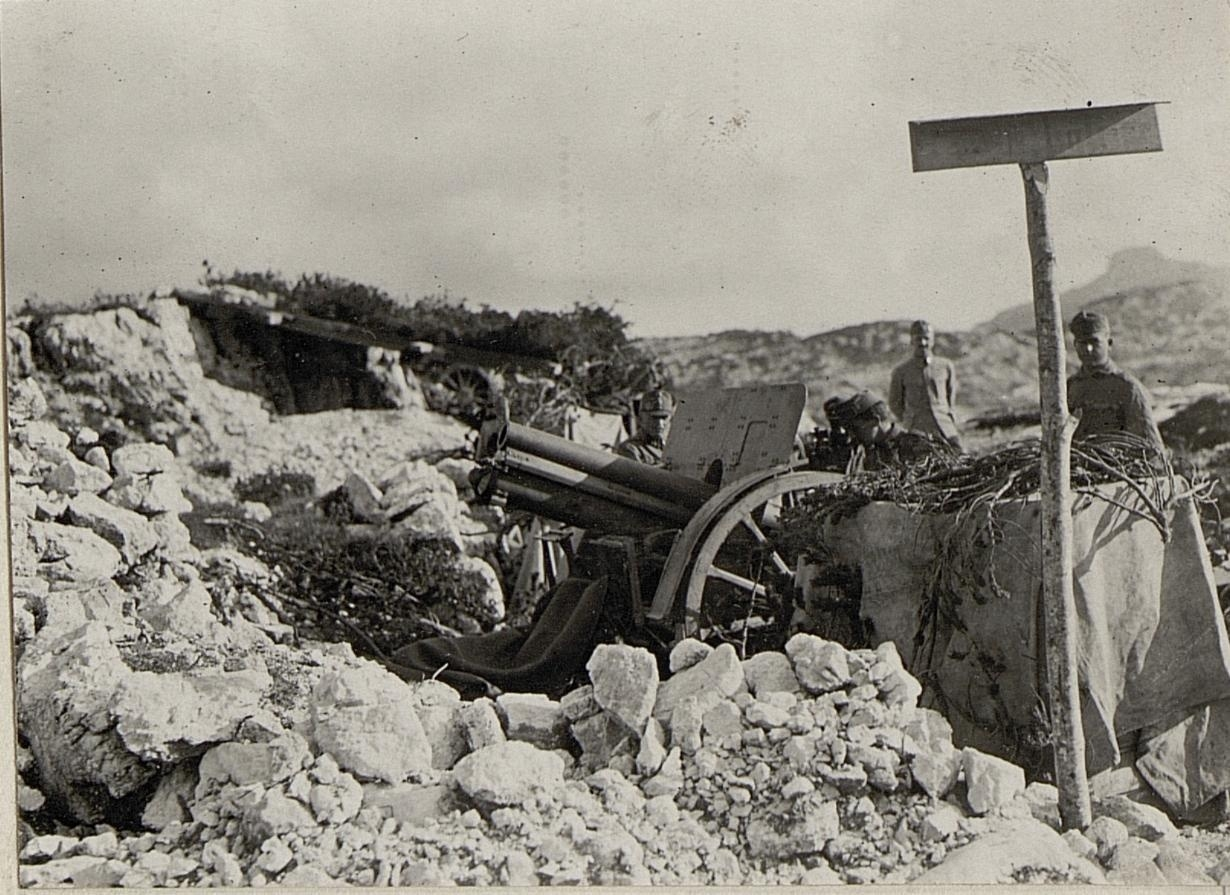
Postazione d'artiglieria
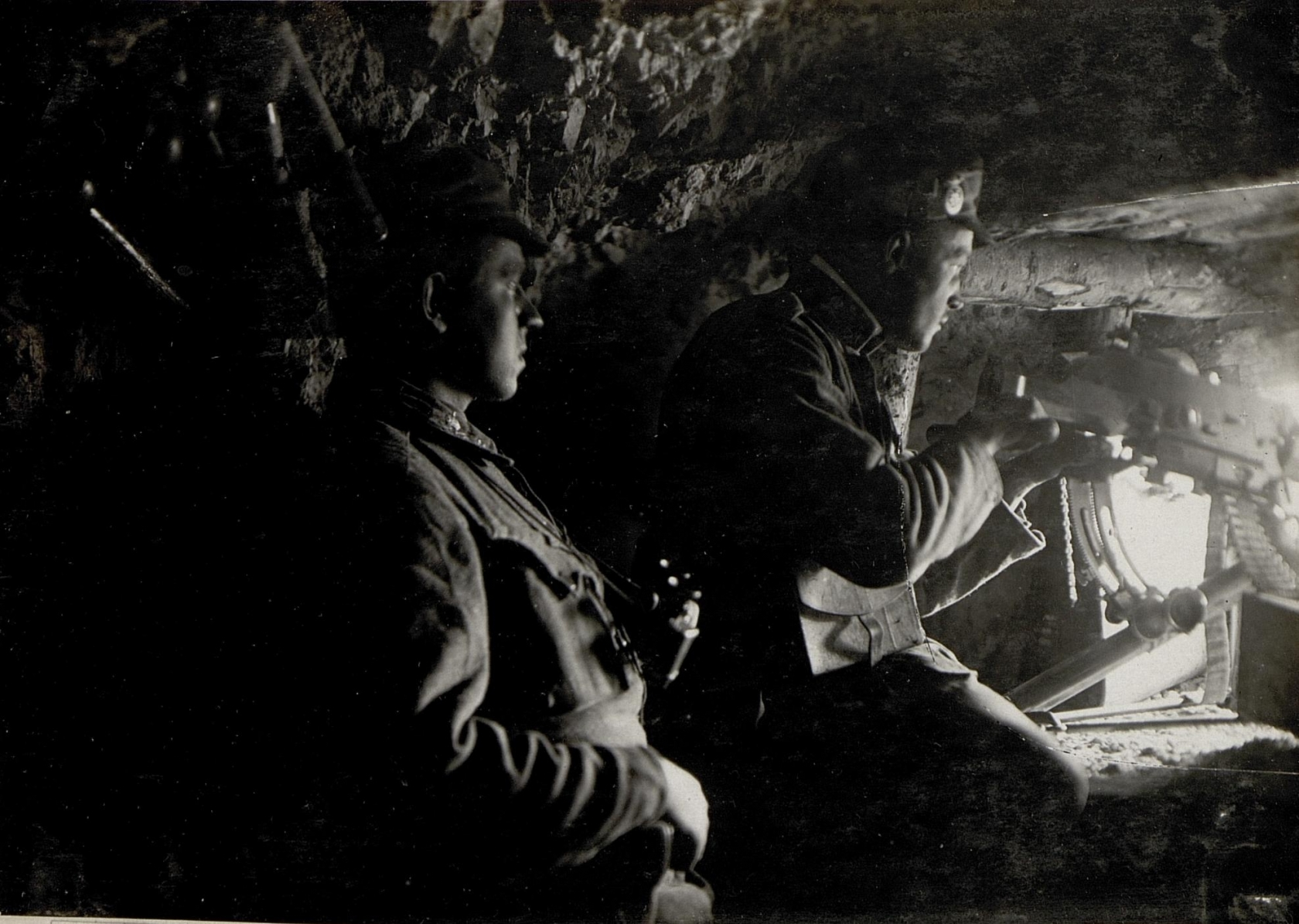
Postazione di mitragliatrice in caverna sul monte Chiesa
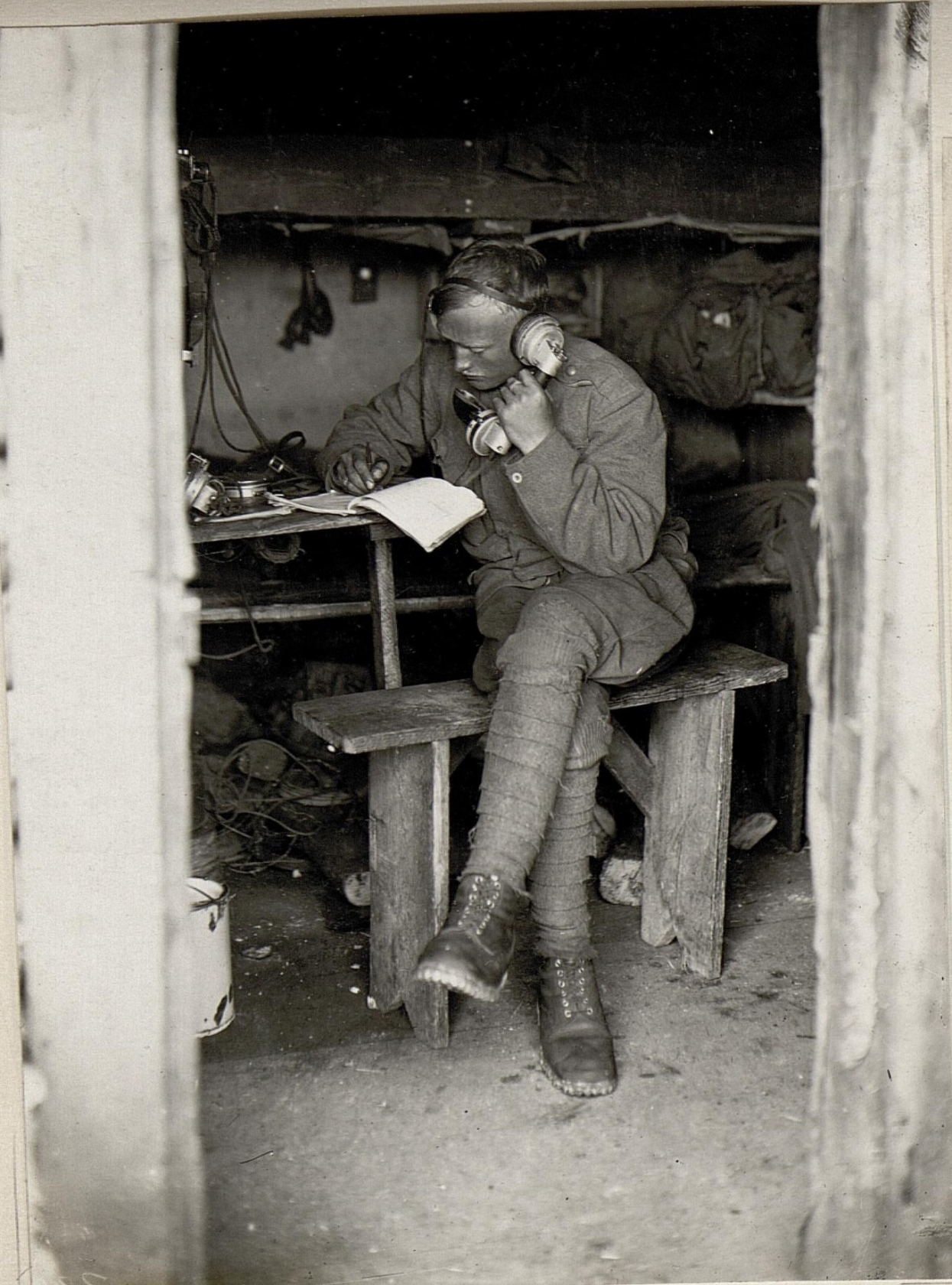
Centrale telefonica sul monte Chiesa
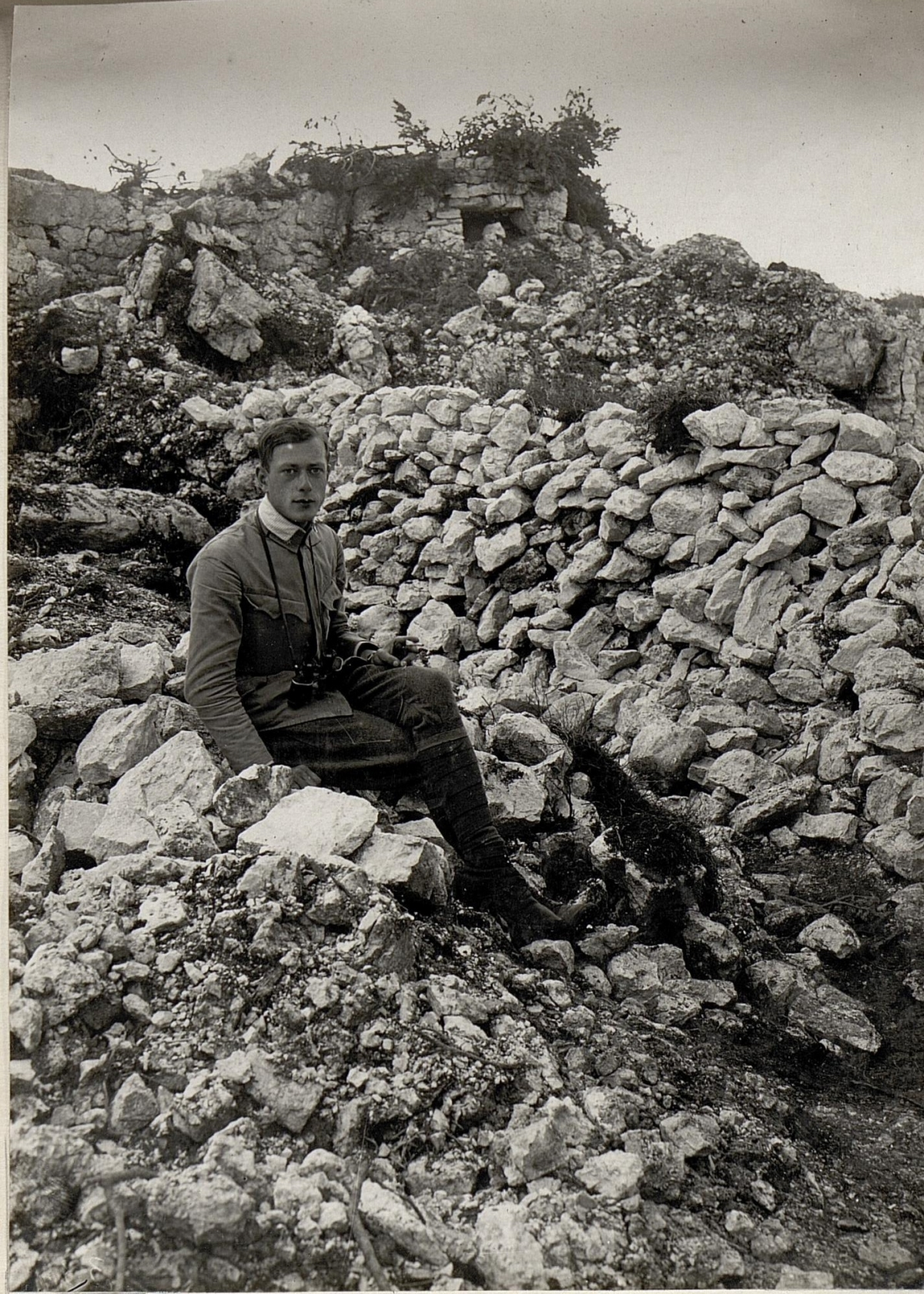
Prima linea
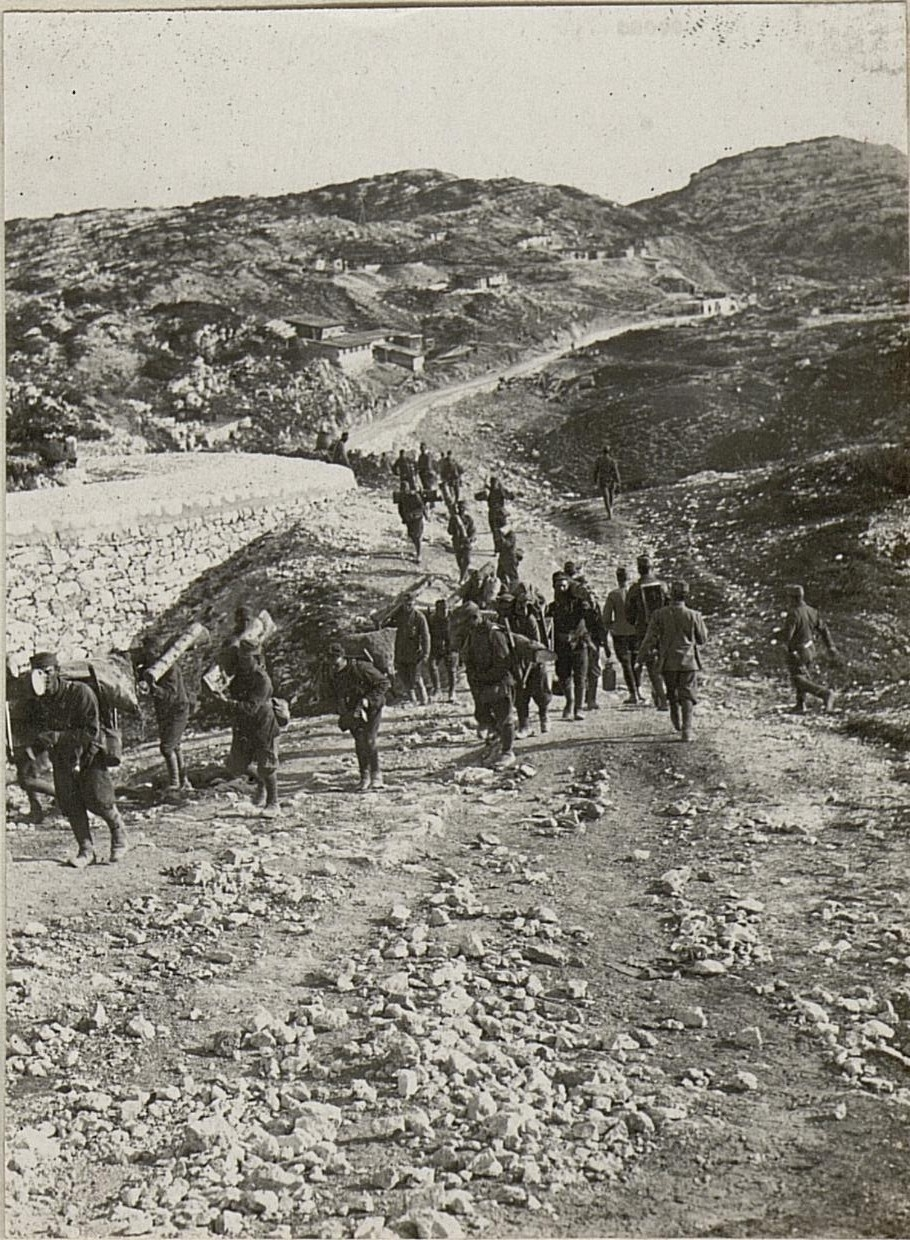
Strada per il monte Chiesa
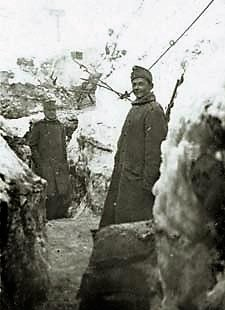
Soldati dell'IR 17 sul Chiesa
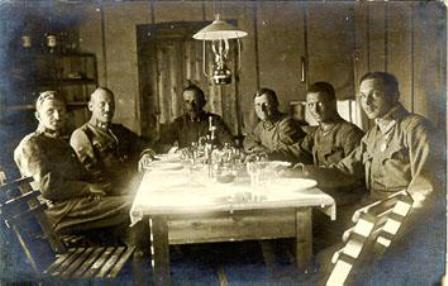
Ufficiali sul monte Chiesa
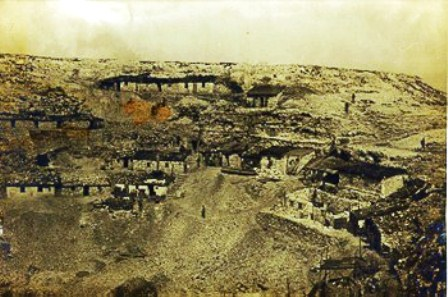
La dolina degli sloveni
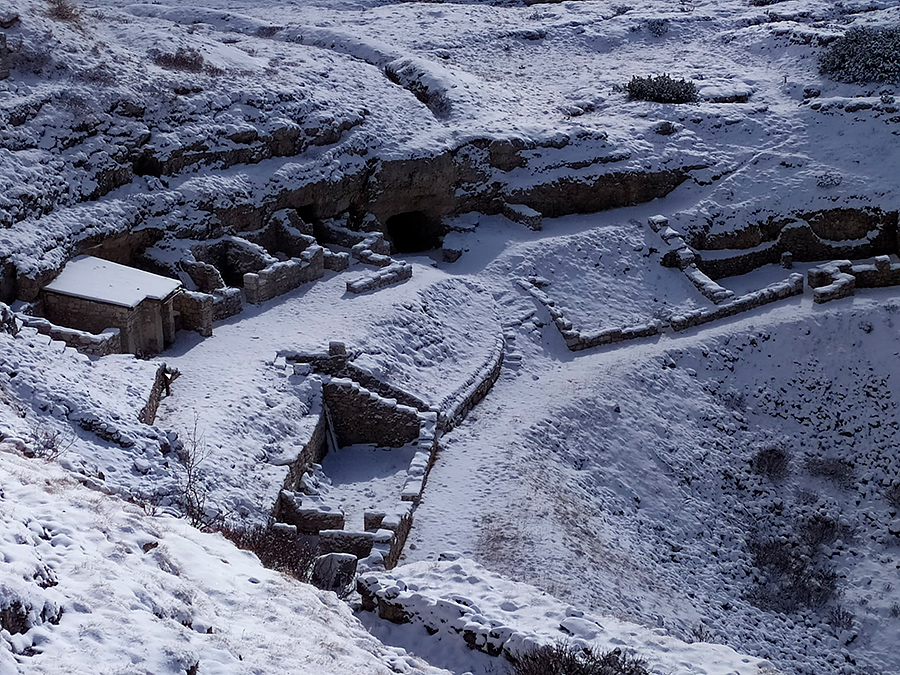
La dolina degli sloveni
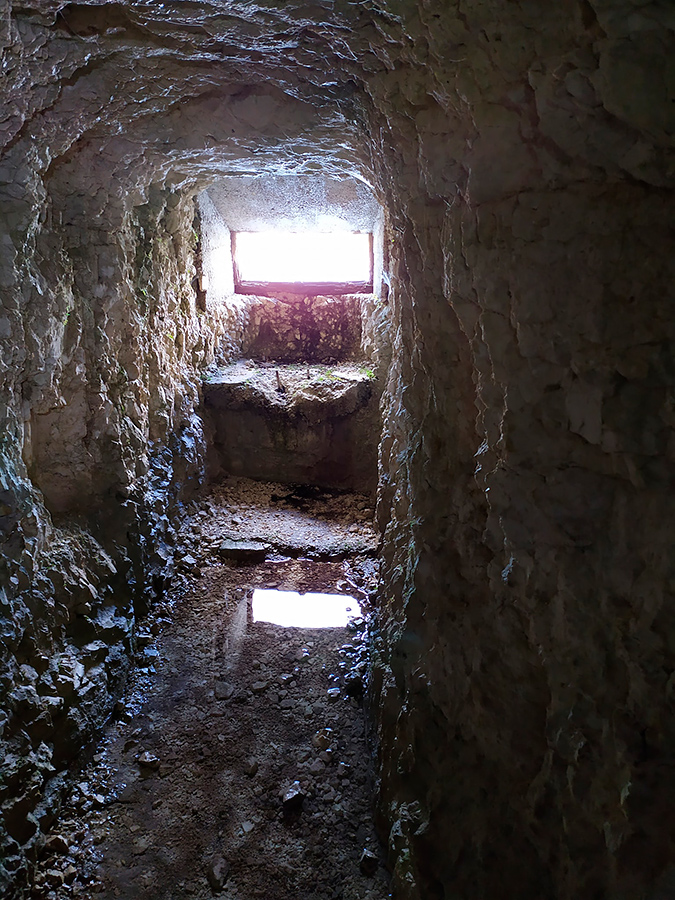
Feritoia all'interno del Thurmau Tunnel
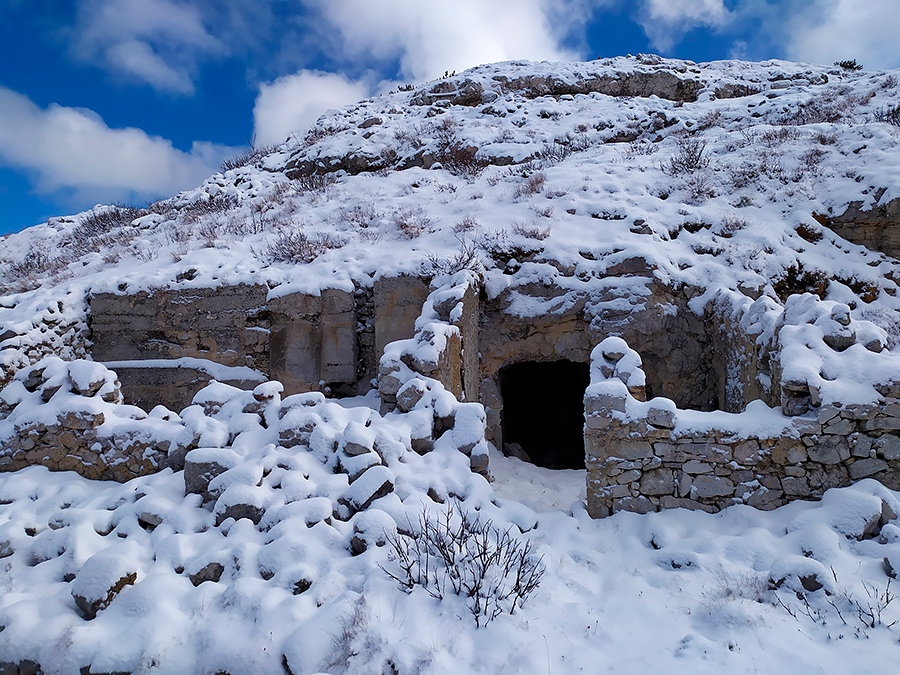
Galleria sul monte Chiesa
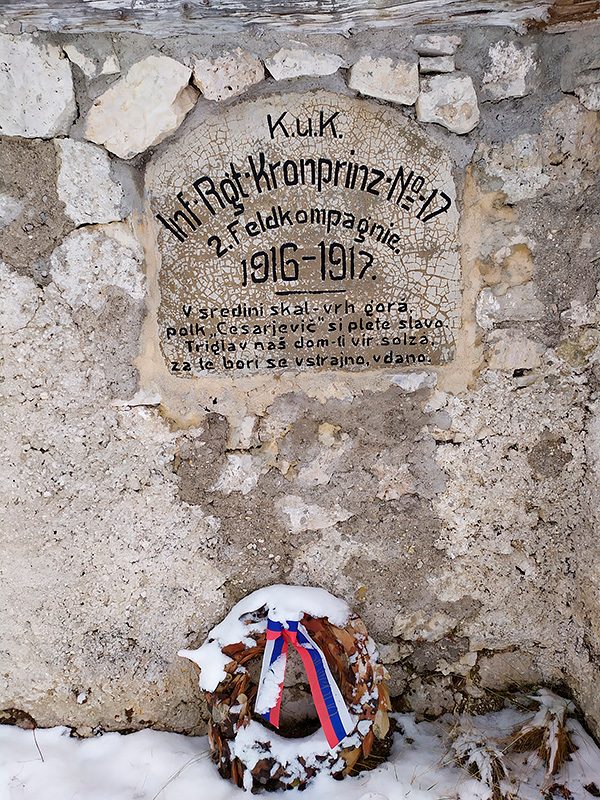
La targa dedicata al monte Triglav
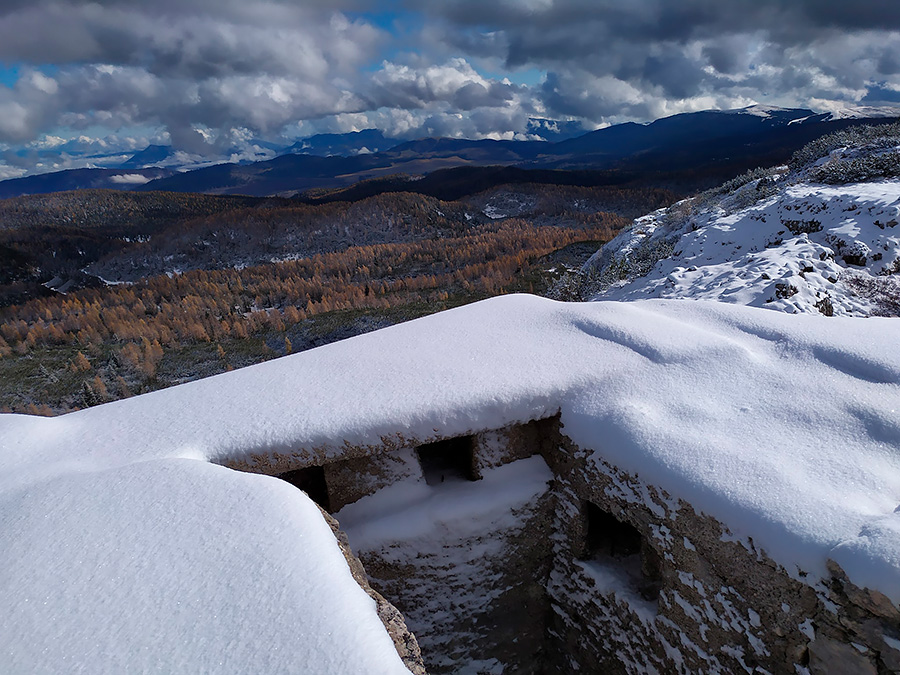
Panorama dalle trincee del monte Chiesa
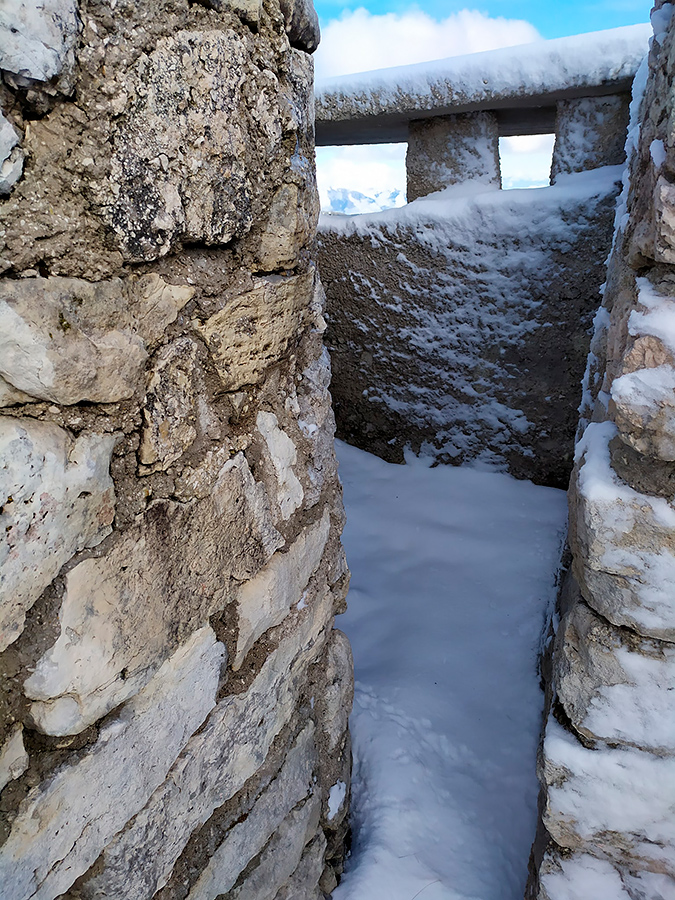
Trincea sul monte Chiesa
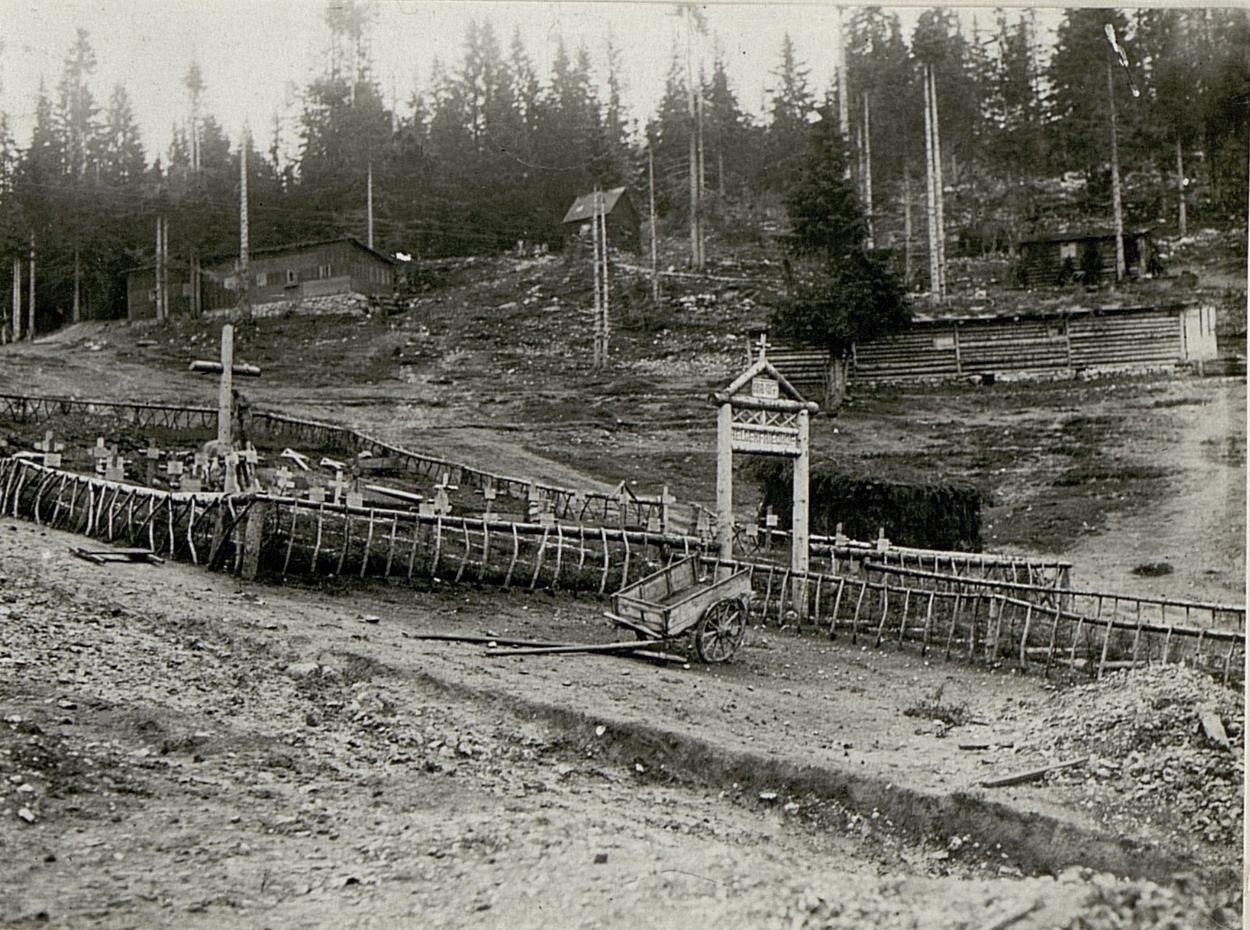
Cimitero dell'IR 17 presso malga Pozze
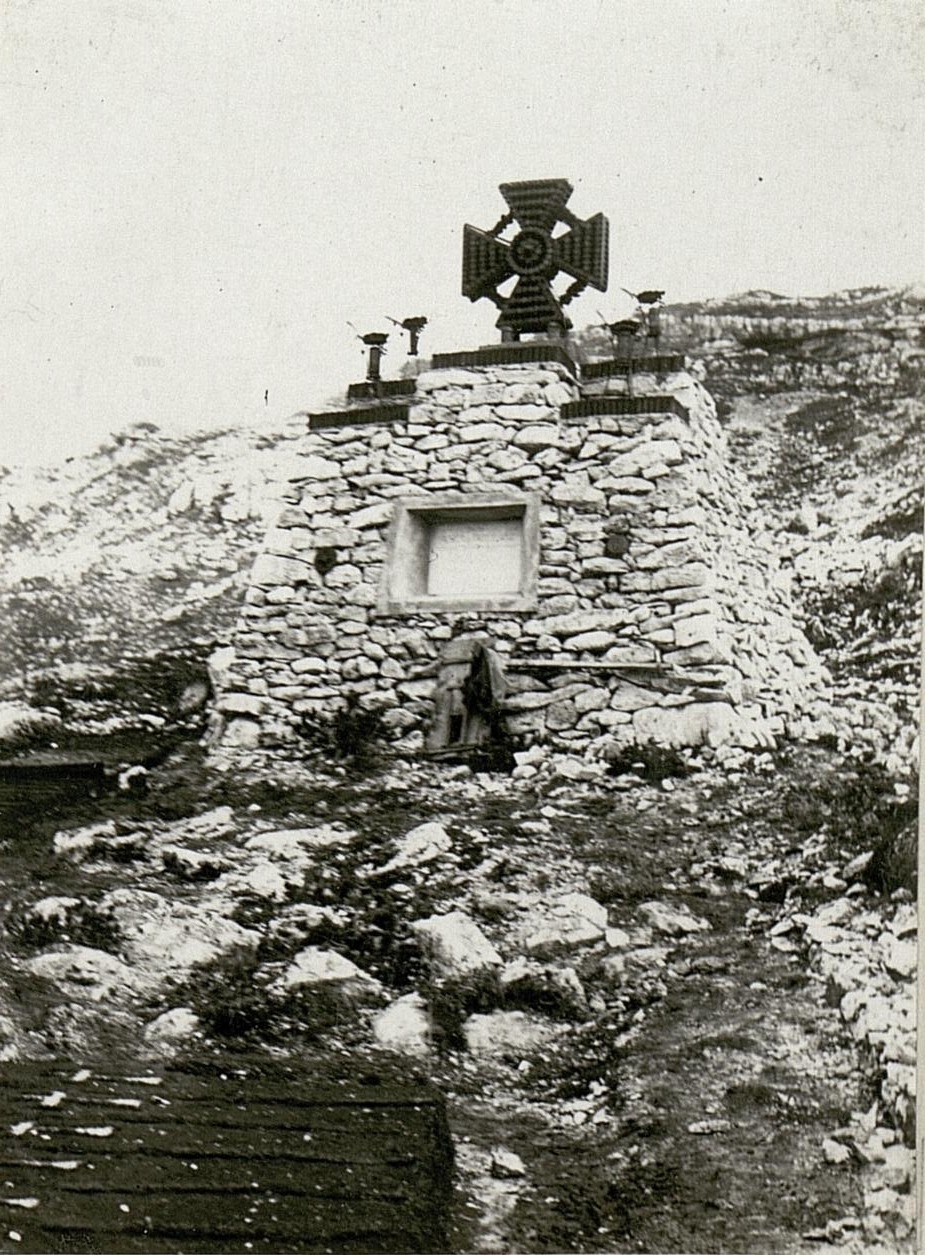
Monumento funebre realizzato dai soldati au con proiettili shrapnel italiani
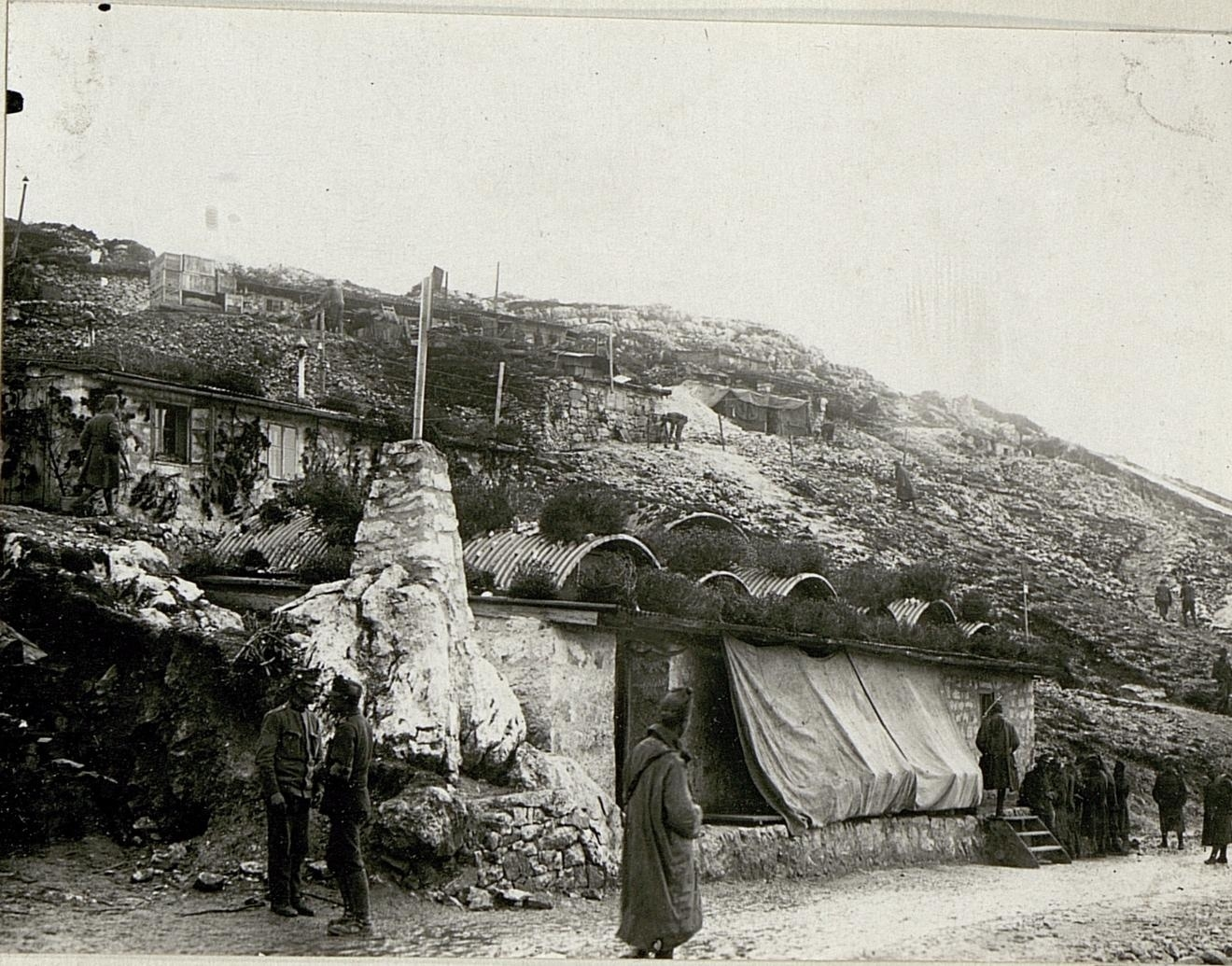
Retrovie di malga Pozze
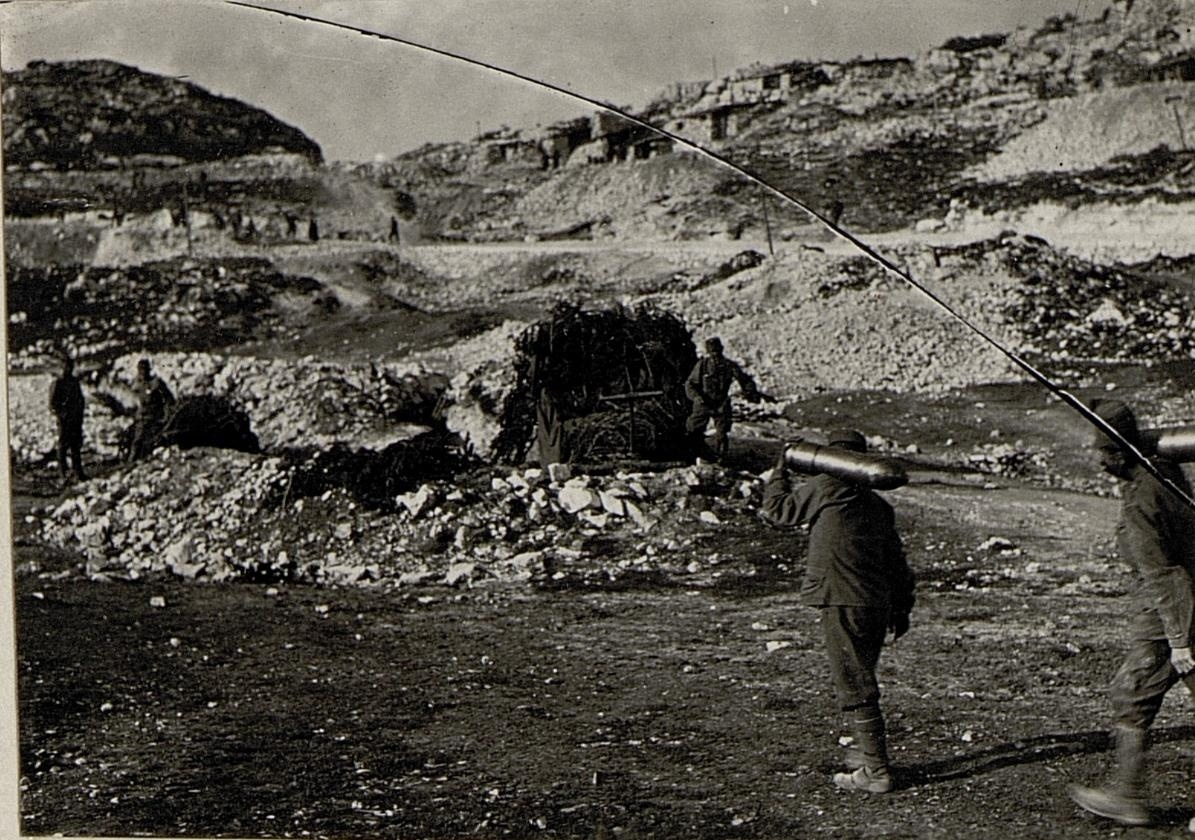
Trasporto di munizioni verso il monte Chiesa
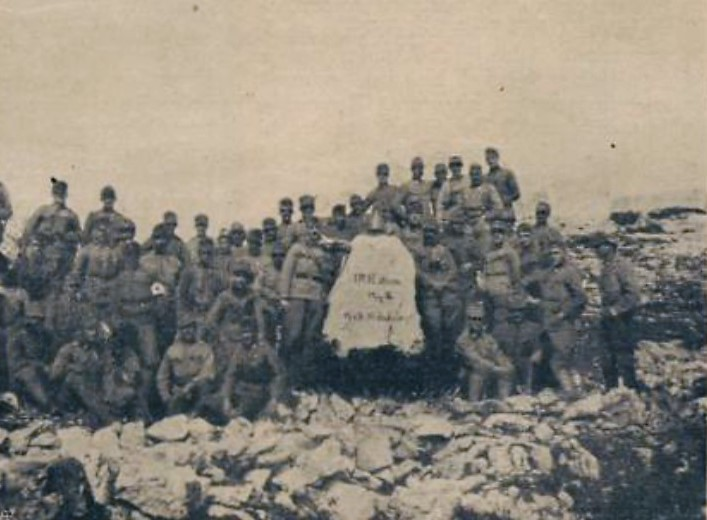
Soldati del 17º reggimento
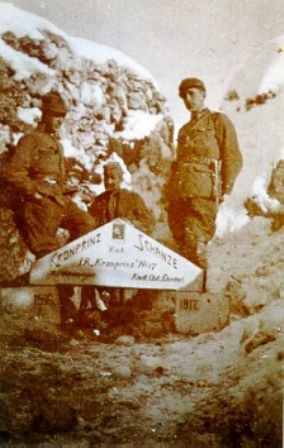
L'iscrizione all'entrata delle trincee del Chiesa
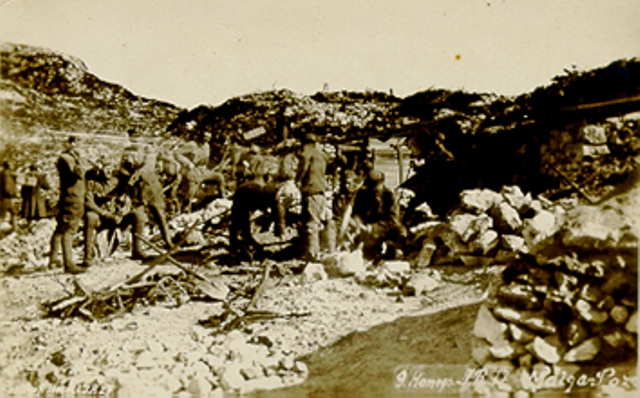
Soldati a malga Pozze
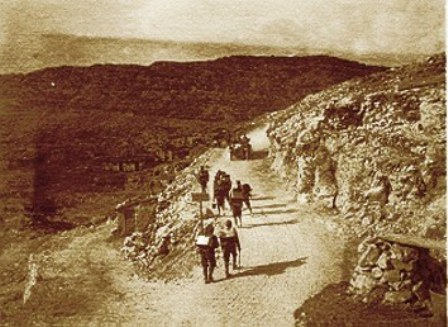
Strada per il Chiesa
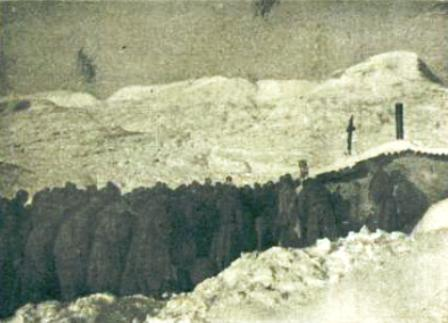
Messa al campo
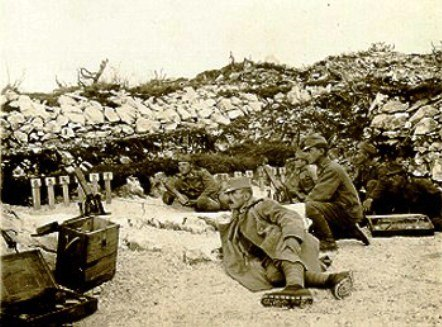
Granate presso malga Pozze
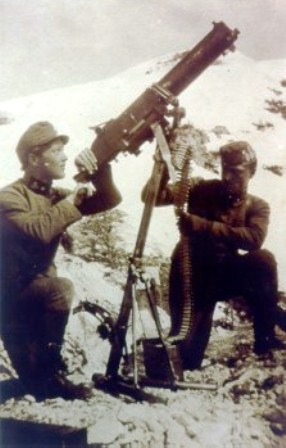
Contraerea sul m. Chiesa
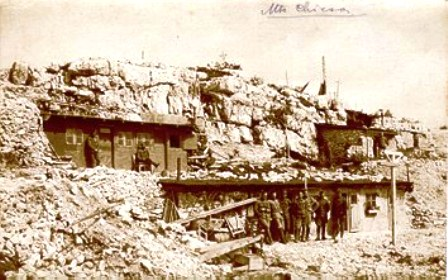
Baraccamenti